# Municipio de Mount Vernon (condado de Cerro Gordo)
El municipio de Mount Vernon (en inglés: Mount Vernon Township) es un municipio ubicado en el condado de Cerro Gordo en el estado estadounidense de Iowa. En el año 2010 tenía una población de 303 habitantes y una densidad poblacional de 3,22 personas por km².

## Geografía
El municipio de Mount Vernon se encuentra ubicado en las coordenadas 43°2′32″N 93°19′11″O / 43.04222, -93.31972. Según la Oficina del Censo de los Estados Unidos, el municipio tiene una superficie total de 94.22 km², de la cual 94,01 km² corresponden a tierra firme y (0,22 %) 0,21 km² es agua.

## Demografía
Según el censo de 2010, había 303 personas residiendo en el municipio de Mount Vernon. La densidad de población era de 3,22 hab./km². De los 303 habitantes, el municipio de Mount Vernon estaba compuesto por el 98,02 % blancos, el 0,99 % eran afroamericanos, el 0,66 % eran asiáticos y el 0,33 % eran de una mezcla de razas. Del total de la población el 0,33 % eran hispanos o latinos de cualquier raza.